# Hagymáslápos
Hagymáslápos falu Romániában, Máramaros megyében.

## Fekvése
Máramaros megyében, Nagybányától délnyugatra, a Lápos folyó bal oldalán fekvő település.

## Története
A települést a 15. század elejétől többször említik a korabeli oklevelekben. 1405-ben Magyarlapus, 1470-ben Magyarlaapos, 1475-ben Lapws néven írták a nevét. 
1475-ben a falu már vámhely volt, és népes helységnek említik. Magyarlápos a kővári uradalomhoz tartozott, s annak sorsában osztozott. A 17. században a Kővárvidék főkapitányai a gróf Telekiek voltak, s ők kapták meg a falut, s birtokosai maradtak egészen a 20. század elejéig. A 20. század elején az alábbiakat írta még a településről Borovszky: „Kisközség a Lápos mellett a magyarsmkúti járásban. Van benne 254 ház, 1290 lakossal, köztük 355 magyar, 927 oláh (magyarul beszél 487), vallásra nézve 919 görög katholikus, 247 református, 109 izr. Határa 3134 hold”.
Magyarlápos a 20. század elején Szatmár vármegyéhez tartozott.

## Nevezetességek
- Református templom – 1871-ben épült.
- Görögkatolikus templom – 1894-ben épült.